# Atilmish
Atilmish fou un amir de Tamerlà, casat amb una neboda (filla d'una germana) del gran conqueridor.
Apareix esmentat per primer cop a la sisena campanya del Mogolistan del 1383. Durant l'atac de les forces de Toktamish a Transoxiana el 1387, els amirs Taji Bugha Barles, Atilmish, Yetlik Kutxin i Derbi Kutxin eren a Bukharà i van fortificar les muralles de la ciutat per defensar-la; van aconseguir refusar diversos atacs enemics i finalment els atacants van retirar-se abandonant el setge i anant a saquejar altres llocs i en concret les forces atacants de Bukharà van anar a Karshi.
El 1394 va poarticipar a la conquesta de la fortalesa d'Awnik i en fou nomenat governador. Vers el 1398 l'amir Atilmish, que encara era governador d'Awnik, havia estat fet presoner en un combat contra Kara Yusuf dels kara koyunlu, i enviat al Caire on era retingut presoner pel sultà mameluc Barquq. Timur va enviar uns ambaixados amb una carta al sultà, que des de meitat de 1399 era Fàraj el fill de Barquq, recriminant l'assassinat d'un ambaixador i l'empresonament de l'amir Atilmish per part del seu pare, i exigia l'alliberament de l'amir o en cas contrari els seus exèrcits assolarien Egipte i Síria en una cruel matança, cremant i saquejant les propietats; i si ignorava l'advertència seria responsable de la sang dels musulmans que morissin. Després de la conquesta d'Alep (1400), Tamerlà va enviar un emissari local al Caire, Essen Duvai Davatdar, amb la notícia de que tenia als dos governadors sirians (Timurtaix d'Alep i Sudun de Damasc) així com altres notables presos i que no els alliberaria fins que Atilmish fos enviat a Alep. Amb Timur acampat davant de Damasc (1401), Tamerlà va enviar un segon ambaixador a Egipte a reclamar l'entrega del presoner Atilmish i exigir fer la khutba en nom de Tamerlà i posar tanmateix el seu nom a les monedes; Fàraj, espantat va respondre que ho faria i que entregaria a Atilmish en cinc dies, però va demorar l'acció que finalment no es va realitzar per circumstàncies complicades que no tenen cabuda en aquest article. Després de la conquesta de Damasc i quan la gent del Caire ja es disposava a evacuar la ciutat es va saber que Timur marxava cap al nord; va esclatar l'alegria. Fàraj li va assegurar a Timur que Atilmish li seria restituït (1401). No fou fins al mes de gener de 1403 quan el sultà mameluc Fàraj va acceptar pagar tribut i llegir la khutba en nom de Timur. Yazdi explica que Fàraj va fer alliberar a Atilmish i el va tractar amb la màxima consideració i després el va enviar a la cort de Timur on també va enviar dos ambaixadors de noms Ahmad i Ukta; Fàraj es penedia de les accions passades i es comprometia a pagar el tribu anual i a ser lleial a Timur i llegir la khutba en el seu nom
El 1404 fou un dels amiors que va participar en les matances dels revoltats kara tàtars a la regió de Damghan. I el 1405 fou un dels amirs que va quedar en el camp lleialista i es va oposar a Khalil Sultan. Ja no torna a ser esmentat tot i que segurament va viure alguns anys encara.